# Sveriges Arbetares Centralorganisation

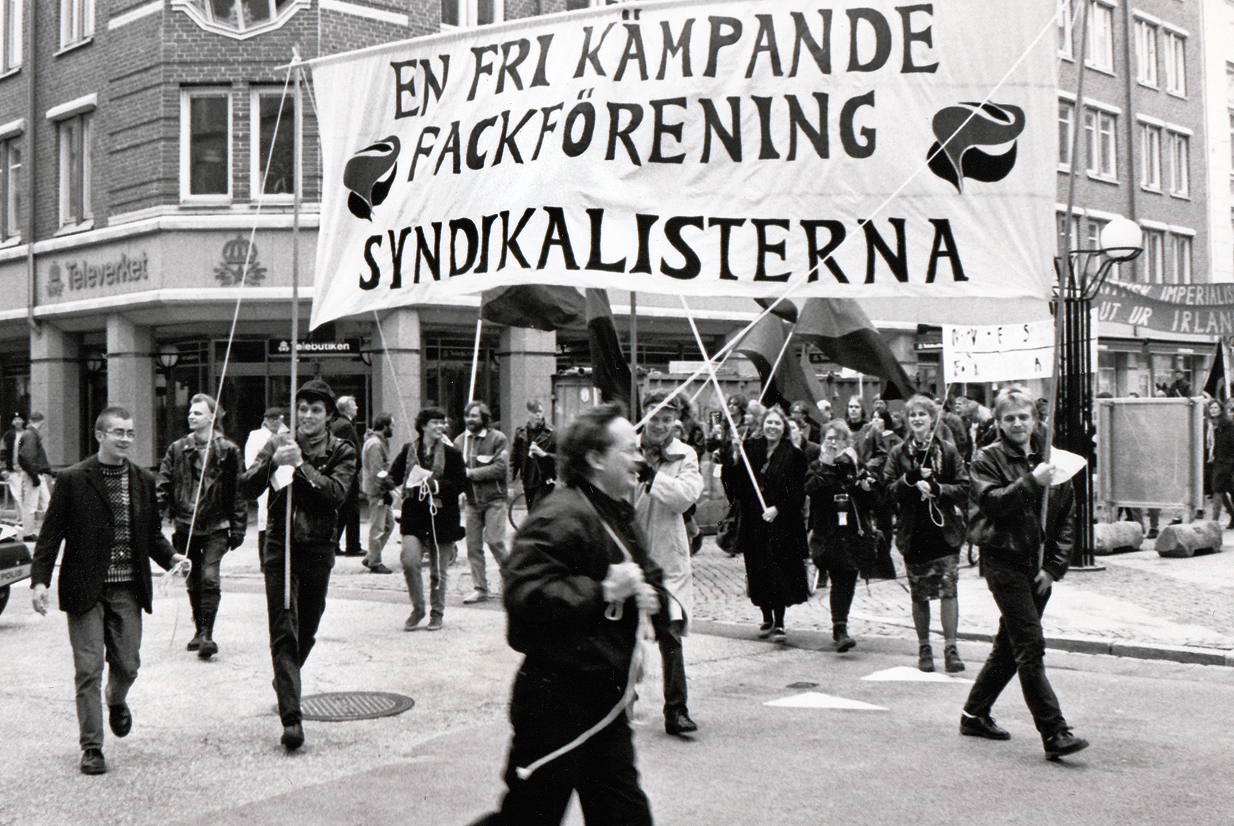
Malmö 1991.

Sveriges Arbetares Centralorganisation (SAC) ist eine schwedische, syndikalistische Gewerkschaft mit anarcho-syndikalistischen Wurzeln. Sie wurde 1910 durch Arbeiter gebildet, die mit der Organisation und der Politik des schwedischen Gewerkschaftsbundes LO unzufrieden waren. Die SAC unterstützte nach dem Zweiten Weltkrieg die Föderation freiheitlicher Sozialisten (FfS) in Deutschland.
SAC besteht heute aus lokalen Orts- und Betriebsgruppen mit starker Autonomie, Hauptsitz ist jedoch Stockholm. Das höchste beschlussfassende Organ ist der Kongress, der mindestens alle vier Jahre zusammentritt. Zwischen den Kongressen wird in wichtigen Fragen durch ein Referendum unter den Mitgliedern entschieden. Darüber hinaus gibt es ein direkt gewähltes Zentralkomitee und einen vom Kongress gewählten Arbeitsausschuss, der die laufenden Geschäfte erledigt. 2004 hatte die Gewerkschaft etwa 7.500 Mitglieder, Mitte 2024 waren an die 4.000. Ihr Generalsekretär ist seit Juni 2023 Gabriel Kuhn.